# Kate McGarrigle
Kate McGarrigle (Montreal, Quebec, 6 de febrero de 1946 - ibíd., 18 de enero de 2010) fue una cantautora canadiense.
Formaba grupo con su hermana Anna y era la madre de Rufus y Martha Wainwright, hijos que tuvo con su exmarido, Loudon Wainwright III, quien también es músico.

## Discografía de las hermanas  McGarrigle
- 1975: Kate and Anna McGarrigle.
- 1976: Dancer with Bruised Knees.
- 1978: Pronto Monto.
- 1981: Entre Lajeunesse et la sagesse.
- 1982: Love Over and Over.
- 1990: Heartbeats Accelerating.
- 1996: Matapédia (Juno Award for Roots & Traditional Album of the Year - Group, 1997).
- 1998: The McGarrigle Hour (Juno Award for Roots & Traditional Album of the Year - Group, 1999).
- 2003: La vache qui pleure.
- 2005: The McGarrigle Christmas Hour.